# BMI Film & TV Awards 1991
Die Verleihung der BMI Film & TV Awards 1991 war die sechste ihrer Art. Bei der Verleihung werden immer Arbeiten des Vorjahres ausgezeichnet. In der Kategorie Most Performed Song from a Film werden die jeweiligen Songkomponisten ausgezeichnet, es kann hier also Abweichungen von den Soundtrackkomponisten geben.

## Preisträger

### BMI Film Music Award
- Zurück in die Zukunft III von Alan Silvestri
- Der mit dem Wolf tanzt von John Barry (Oscar als beste Filmmusik 1991)
- Tage des Donners von Hans Zimmer
- Dick Tracy von Danny Elfman
- Stirb langsam 2 von Michael Kamen
- Kevin – Allein zu Haus von John Williams (Oscar-Nominierung als beste Filmmusik 1991)
- Jagd auf Roter Oktober von Basil Poledouris
- Aus Mangel an Beweisen von John Williams
- Pretty Woman von James Newton Howard
- Turtles von John Du Prez
- Die totale Erinnerung – Total Recall von Jerry Goldsmith

### Most Performed Song from a Film
- Pretty Woman von Per Gessle (für den Song It Must Have Been Love)

### BMI TV Music Award
- 20/20 von Robert Israel
- America’s Funniest Home Videos von Stewart Harris und Dan Slider
- America’s Funniest People von Dan Slider
- Die Bill Cosby Show von Bill Cosby, Stu Gardner und Arthur Lisi
- Designing Women von Bruce Miller
- A Different World von Bill Cosby, Stu Gardner, Arthur Lisi und Dawnn Lewis
- Family Matters von Bennett Salvay
- Full House von Jeff Franklin und Bennett Salvay
- Golden Girls von Andrew Gold
- MacGyver von Randy Edelman
- Matlock von Bruce Babcock und Artie Kane
- Murphy Brown von Steve Dorff

### News Special Tribute Award
- ABC Evening News von Robert Israel
- CBS Evening News with Dan Rather von Elizabeth Myers, Alan Pasqua und John Trivers
- CNN Headline News von Robert Israel
- NBC Nightly News von John Williams
- Herb Avery (für CNN: War in the Gulf)